# Opasiński
Opasiński (forma żeńska Opasińska; liczba mnoga Opasińscy) – polskie nazwisko. Według danych z 90 lat XX wieku nazwisko to nosiło około 330 osób. Najwięcej osób o tym nazwisku mieszka na terenie Mazowsza. 

## Etymologianazwiska
Nazwisko pochodzi prawdopodobnie od słowa opas – oznaczającego – zwierzę intensywnie tuczone na ubój lub od opasać w znaczeniu – otoczyć.

## Znane osoby noszące to nazwisko
- Paweł Opasiński – gitarzysta i wokalista zespołu Bayer Full[4][5].
- Krystian Opasiński – waterpolista, zawodnik ŁSTW Łódź, zdobywca Pucharu Polski[potrzebny przypis].
- Tomasz Opasiński (ur. 1975) – polski grafik komputerowy, obecnie zamieszkały w USA.

## Ciekawostki
- W przedwojennym opowiadaniu Stefana Wiecheckiego-Wiecha pt. „Zakochany złodziej” pojawia się postać Ksawerego Opasińskiego z ul. Fabrycznej.